# MAP2K6
MAP2K6 (англ. Mitogen-activated protein kinase kinase 6) – білок, який кодується однойменним геном, розташованим у людей на короткому плечі 17-ї хромосоми. Довжина поліпептидного ланцюга білка становить 334 амінокислот, а молекулярна маса — 37 492.
| 10         |  | 20         |  | 30         |  | 40         |  | 50         |
| ---------- |  | ---------- |  | ---------- |  | ---------- |  | ---------- |
| MSQSKGKKRN |  | PGLKIPKEAF |  | EQPQTSSTPP |  | RDLDSKACIS |  | IGNQNFEVKA |
| DDLEPIMELG |  | RGAYGVVEKM |  | RHVPSGQIMA |  | VKRIRATVNS |  | QEQKRLLMDL |
| DISMRTVDCP |  | FTVTFYGALF |  | REGDVWICME |  | LMDTSLDKFY |  | KQVIDKGQTI |
| PEDILGKIAV |  | SIVKALEHLH |  | SKLSVIHRDV |  | KPSNVLINAL |  | GQVKMCDFGI |
| SGYLVDSVAK |  | TIDAGCKPYM |  | APERINPELN |  | QKGYSVKSDI |  | WSLGITMIEL |
| AILRFPYDSW |  | GTPFQQLKQV |  | VEEPSPQLPA |  | DKFSAEFVDF |  | TSQCLKKNSK |
| ERPTYPELMQ |  | HPFFTLHESK |  | GTDVASFVKL |  | ILGD       |  |            |

A: Аланін

C: Цистеїн

D: Аспарагінова кислота

E: Глутамінова кислота

F: Фенілаланін

G: Гліцин

H: Гістидин

I: Ізолейцин

K: Лізин

L: Лейцин

M: Метіонін

N: Аспарагін

P: Пролін

Q: Глутамін

R: Аргінін

S: Серин

T: Треонін

V: Валін

W: Триптофан

Кодований геном білок за функціями належить до трансфераз, кіназ, серин/треонінових протеїнкіназ, тирозинових протеїнкіназ, фосфопротеїнів. 
Задіяний у таких біологічних процесах, як апоптоз, відповідь на стрес, транскрипція, регуляція транскрипції, ацетилювання, альтернативний сплайсинг. 
Білок має сайт для зв'язування з АТФ, нуклеотидами. 
Локалізований у цитоплазмі, цитоскелеті, ядрі.